# 더 프로미스 (영화)
더 프로미스(The Promise)는 미국에서 제작된 테리 조지 감독의 2016년 드라마 영화이다. 크리스찬 베일 등이 주연으로 출연하였고 윌리엄 호버그 등이 제작에 참여하였다.
제1차 세계 대전 중 중동 전구에서 벌어진 아르메니아인 집단학살을 소재로 한다.

## 출연

### 주연
- 크리스찬 베일
- 오스카 아이삭
- 샬롯 르 본

### 조연
- 제임스 크롬웰
- 쇼레 아그다쉬루
- 안젤라 사라피언
- 장 르노
- 누만 아자르
- 마르완 켄자리
- 이갈 나오어
- 장 클로드 리크부르그
- 안드레 마쿼스